# Álvaro Murillo
Álvaro Murillo Rojas (San Pedro, Poás, 24 de noviembre de 1930-Heredia, 28 de junio de 1985) fue un futbolista profesional costarricense, así como Ingeniero Civil, egresado de la Universidad de Costa Rica en 1956.

## Trayectoria
Inició su carrera deportiva en 1940 con el Infantil Oriente de Heredia. De allí saltó al Club Sport Herediano hasta 1945. Ese mismo año pasó a la tercera división del Orión FC y luego al Deportivo Saprissa, club en el que militó entre los años 1947 a 1960 y en 1964. Con los morados obtuvo los títulos de 1952, 1953 y 1957, uno de Segunda División de Costa Rica 1948, otro de Tercera División de Costa Rica en 1947, el Torneo Relámpago en 1949 y la Copa Gran Bretaña en 1949. También actuó en Orión FC entre 1962 y 1964. Permaneció inactivo entre 1960 y 1962. Reforzó a la mayoría de clubes de Primera División de Costa Rica, algunos para giras al exterior. Se retiró el 7 de diciembre de 1964.
A nivel de selecciones nacionales convirtió nueve goles en 36 juegos internacionales de categoría mayor (clase A). Con el seleccionado tricolor fue monarca del Campeonato Centroamericano y del Caribe en 1953 y 1955, y alcanzó la medalla de plata en los Juegos Panamericanos de 1951. Tercer lugar en el Campeonato Panamericano de Fútbol de 1956.
Entre sus distinciones individuales se encuentra su incorporación a la Galería Costarricense del Deporte en 1977.
Álvaro Murillo falleció el 28 de junio de 1985 en Heredia, a la edad de 54 años.

## Clubes
| Club                 | País       | Año         |
| -------------------- | ---------- | ----------- |
| Club Sport Herediano | Costa Rica | 1945        |
| Deportivo Saprissa   | Costa Rica | 1947 - 1960 |
| Orión FC             | Costa Rica | 1962 - 1964 |
| Deportivo Saprissa   | Costa Rica | 1964        |

## Palmarés

### Títulos nacionales
| Título           | Equipo             | País       | Año  |
| ---------------- | ------------------ | ---------- | ---- |
| Primera División | Deportivo Saprissa | Costa Rica | 1952 |
| Primera División | Deportivo Saprissa | Costa Rica | 1953 |
| Primera División | Deportivo Saprissa | Costa Rica | 1957 |

### Títulos internacionales
| Título                                  | Equipo     | Sede       | Año  |
| --------------------------------------- | ---------- | ---------- | ---- |
| Campeonato Centroamericano y del Caribe | Costa Rica | Costa Rica | 1953 |
| Campeonato Centroamericano y del Caribe | Costa Rica | Honduras   | 1955 |
| Campeonato Centroamericano              | Costa Rica | Cuba       | 1960 |